# 光くしゃみ反射
光くしゃみ反射（ひかりくしゃみはんしゃ、photic sneeze reflexまたはlight sneeze reflex）とは、光刺激が誘因となって反射的にくしゃみが起こる現象をいう。屋内から晴天下の屋外に出た時や太陽の光が直接目に入った時など、まぶしさを感じると同時に起こる。この反射は日本人では約25%の人に現れる。優性遺伝によって子孫に伝えられると考えられ、光くしゃみ反射をもつ家系では複数の家族が光くしゃみ反射を持つことが多い。
光くしゃみ反射をもつ人のあいだでもくしゃみを誘発する光の強度には著しい個人差があり、太陽光が直接目に入った時のように強烈な光だけに反射を起こす人もいれば、室内灯の灯り程度の弱光でくしゃみをする人もいる。この現象がどのような体内のメカニズムによって起こるかについては、解剖学的には説明されているが、他の医学分野での証明は十分ではない。

## 研究
ネコに対する研究では、中脳に存在する対光反射の中枢（エディンガー・ウェストファル核、Edinger-Westphal核、EW核）から出た神経突起が、虹彩の瞳孔括約筋（瞳を小さくする筋肉）を調節する神経細胞（毛様体神経節）だけではなく、鼻汁分泌を調節する神経細胞（翼口蓋神経）にも到達していることが示されている。おそらく、まぶしさを感じた瞬間、対光反射中枢は虹彩の瞳孔括約筋を収縮させると同時に、鼻粘膜の充血と、鼻腺に鼻汁分泌を起こさせるのだろう。鼻汁の分泌は鼻粘膜にムズムズとした感覚を起こさせ、この刺激が感覚神経（三叉神経）を介して中枢に伝えられ、くしゃみ反射中枢が作動し、くしゃみが起こる。したがって、この神経連絡が光くしゃみ反射に関係している可能性が高いと考えられる。対光反射に要する時間は短時間であるため、くしゃみ反射の継続時間も短い。そのため、くしゃみの回数は1回、または多くて2回から3回であり、通常それ以上は連続して起こらない。
光くしゃみ反射に関する比較解剖学的研究や系統発生学的研究（進化学的）は行われていないので、他の動物でもこの反射が存在するのかどうか明らかではない。なぜまぶしい時にくしゃみをするのか、その意義も不明である。先祖の動物に必要だった反射が遺伝的に現在の人類に引き継がれているのかもしれない。

## 社会的影響について
近年、高速道路のトンネル出口付近での事故や編隊飛行中のパイロットの事故は、光くしゃみ反射が原因ではないかとして注目されている。しかし、現実にそのようなことが頻繁に起こるかどうかは疑問がある。なぜなら、光くしゃみ反射は、”瞳孔が大きく拡大しているときに眩しさを感じ、瞳孔が急速に縮小していく瞬間に起こる反射だからである。明所では瞳孔が縮小しているので、光くしゃみ反射の閾値は高く、同一人物であっても光くしゃみ反射は起こりにくい状態にある。瞳孔の暗順応時間（暗所で瞳孔が拡大するまでの時間）は長く、数十分を要するので、長いトンネルを抜ける程度の時間では、光くしゃみ反射は起こりにくいと推察される。